# Vicebszk
Vicebszk (régebben oroszosan: Vityebszk; belarusz betűkkel: Віцебск; orosz betűkkel: Витебск; lengyel írással: Witebsk) járási jogú nagyváros Fehéroroszország északi részén, a Vicebszki terület és a Vicebszki járás székhelye, az ország 4. legnépesebb városa. 2006-ban 342,2 ezer lakosa volt. Minszktől 273 km-re (közúton) északkeletre fekszik a Nyugati-Dvina, a Lucsesza és a Vityba folyók összefolyásánál, ez utóbbiról kapta a nevét is.

## Történelem
A krivics törzsszövetség településeként 974-ben alapították, első írásos említése egy 1021-es évkönyvben található. A Polocki Fejedelemséghez tartozott a 12. századig, amikor megalakult az önálló Vityebszki Fejedelemség. Ekkoriban – mivel több kereskedelmi út kereszteződésénél feküdt – vált fontos várossá. 1320-ban a Litván Nagyfejedelemséghez került, majd később a Lengyel–Litván Unió része lett. 1597-ben kapott magdeburgi városi jogot (Magdeburger Stadtrecht). A katolikus vallási elnyomás ellen a város lakosai többször felkeltek, a legjelentősebb az 1623-as felkelés volt. 1772-ben Oroszországhoz került; 1796-ban a Belorusz kormányzóság, majd 1802-től a Vityebszki kormányzóság székhelye lett. 

A 20. század elejére az ország egyik legjelentősebb városa volt, 1913-ban 109 ezer lakosa volt. 1898-ban a belorusz városok közül elsőként Vicebszkben indult meg a villamosközlekedés. A 19. század végén gyorsan fejlődött a munkásmozgalom (ekkoriban a város legnagyobb üzeme a belga befektető által alapított „Dvina” lenszövő volt), 1897-ben a zsidó kisiparosok (ekkoriban a város lakosságának fele zsidó volt) szervezete (bund), 1903-ban pedig a kommunista OSZDMP szervezet is megalakult. Ez utóbbi állt a városban 1905 októberében a sztrájkmozgalom élére. 

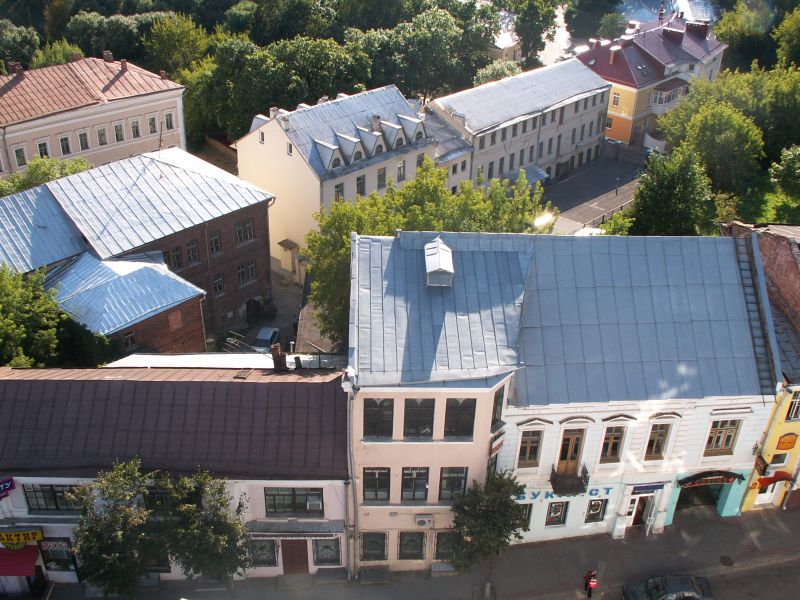
Vicebszk óvárosa, a Szuvorov utca

 Október 17-én a cári hatalom a kozák katonákkal verette szét a tüntető munkásokat. A városban 1917. november 9-én alakult meg a szovjethatalom. A szovjet időkben gyors iparosítás kezdődött, elsősorban a textilipar fejlődött gyorsan, de a fafeldolgozó ipar és a szerszámgépgyártás is gyors fejlődésen ment át. A város környéke (Markovscsina) iparosodott vidékké vált. A város jelentős része elpusztult a német megszállás (1941–1944) alatt. 1944. június 26-án szabadult fel a város, nagy része az ostrom alatt pusztult el. Az 1939-ben még 167,4 ezer lakosságú város teljesen elnéptelenedett, lakossága elmenekült és csak az 1960-as évek végére érte el háború előtti lélekszámát. A háború után a megsemmisült ipari üzemeket már 1950-re helyreállították. A háború után új üzemek létesültek (a Szovjetunió egyik legnagyobb házgyára, szőnyegkombinát stb.). Az 1970-es évektől az 1990-es évekig a város lakosságát kétszeresére növelte a falusi lakosság beáramlásával. 1991 januárjában tartották az első Marc Chagall fesztivált, 1992 júniusában pedig felavatták a város híres szülöttének emlékművét. 1992 óta a Szlavjanszkij Bazar szláv zenei fesztivál színhelye. Napjainkban Vicebszket az ország kulturális fővárosaként is emlegetik.

## Gazdaság
Vicebszk fontos ipari központ, 2 nagy szerszámgépgyára traktoralkatrészeket és fogaskerék-megmunkáló gépeket állít elő. Jelentős ipari ágazat a televíziógyártás (a Vityaz márkájú televíziókészülékek az egész egykori Szovjetunióban ismertek). A textilipart a lenfeldolgozó üzem és a szőnyegkombinát képviseli, sokoldalú élelmiszeripara és fafeldolgozásó ipara is van. A város jelentős közúti és vasúti csomópont, folyami kikötő a Nyugati-Dvinán.

## Látnivalók
A város egyik legjellegzetesebb épülete az 1775-ben épült városháza (ratusa), amely ma a történelmi múzeumnak ad otthont. Számos temploma közül a legértékesebb a 12. században épült Blagovescsenszkij-templom, az ország egyik legrégebbi műemléke a Nyugati-Dvina partján (a legenda szerint itt volt Alekszandr Nyevszkij fejedelem esküvője). Meg kell említeni még a Szt. Barbara-templomot (1884-1885), a Kazanszkaja-monostor Szentháromság-templomát (Troickij, 1760) és a Pokrovszkij-templomot (1760).
A 18. század közepén klasszicista stílusban épült egykori Kormányzói palotában ünnepelte 1812-ben Napóleon császár 43. születésnapját. A palota előtt 1912-ben felállított obeliszk az 1812 évi honvédő háború emlékét őrzi. Múzeumai közül a honismereti és a Marc Chagall-emlékmúzeumot, valamint a képtárat kell megemlíteni. Marc Chagall szülőháza ma szintén múzeum.

## Testvérvárosok
Frankfurt (Oder), Németország